# MLVA

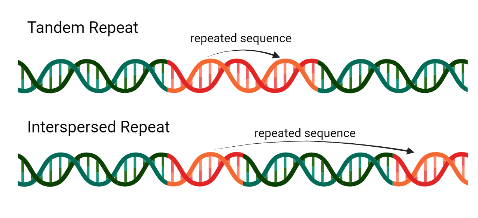
La séquence d'acide nucléique répétée est représentée en orange. Les répétitions en tandem sont directement adjacentes les unes aux autres ; les répétitions intercalées sont séparées par d'autres acides nucléiques.

MLVA est l'acronyme pour Multiple Loci VNTR Analysis ou analyse de plusieurs locus VNTR. VNTR est lui-même l'acronyme de Répétition en tandem à nombre variable (Variable Number of Tandem Repeats). 
Il s'agit d'une méthode d'analyse génétique qui exploite comme source de polymorphisme la variation du nombre de motifs dans des répétitions en tandem. Ce type d'analyse est bien connu en médecine légale puisque c'est ainsi que les « empreintes génétiques » sont réalisées. Le terme « MLVA » est plus particulièrement utilisé dans le cadre du typage de bactéries. L'amplification d'une collection définie de locus répétés en tandem (par PCR, Polymerase Chain Reaction) et la mesure de la taille de ces amplicons permet d'assigner à une souche une série de nombres correspondant au nombre d'unités répétées à chaque locus.